# Penukonda
Penukonda (en télougou : పెనుకొండ) est une ville du district d'Anantapur, jusqu'en 2022, puis du district de Sri Sathya Sai, à compter de sa formation le 3 avril 2022, dans l'État de l'Andhra Pradesh en Inde.

## Géographie
La ville de Penukonda se trouve pas loin du lac de Bukkapatnam, (en anglais: Bukkapatnam Lake).
La ville est située à une trentaine de kilomètres au sud de Puttaparthi, la ville où est né Sathya Sai Baba, et qui attire de nombreux dévots du monde entier qui se retrouvent dans son âshram.

## Histoire
Ancienne place fortifiée, Penukonda est devenue, après la bataille de Talikota et le sac de Hampi qui s'ensuivit, la capitale du Royaume de Vijayanagara de 1565 à 1592,. Sa capture par les forces de Golconde entraînera le déplacement du pouvoir vijayanagari à Chandragiri, située à plus de 230 km au sud-ouest.

## Lieux et monuments
- Le Gagan Mahal (en hindoustani : गगन महल ou گگن محل, ce qui signifie « Palais céleste »), palais du XVIe siècle, qui était une résidence d'été des rois de Vijayanagar[1].
- Le Fort de Penukonda, qui surplombe la ville.